# Женев'єв Б'южо
Женев'є́в Б'южо́ (фр. Geneviève Bujold; нар. 1 липня 1942) — канадська акторка, лауреатка премій «Золотий глобус» і «Джині», номінантка премії «Оскар» в категорії «Найкраща жіноча роль».

## Життєпис
Женев'єв Б'южо народилася в сім'ї франко-канадських робітників. Її батько був водієм автобуса. Батьки Женев'єви були переконаними католиками, і освіту дівчинка отримувала в монастирській школі. Для того, щоб мати можливість відвідувати відділення драми в Квебекской консерваторії, була змушена підробляти білетеркою в Монреальському кінотеатрі.
З 1962 року грала в театрі, потім на радіо і телебаченні, одночасно дебютувала в кіно. Її проривом стала роль у фільмі Алена Рене «Війна закінчена», де її партнером виступив Ів Монтан. Здобувши успіх, Женев'єв переїхала до Франції, де працювала з такими режисерами, як Філіп де Брока і Луї Маль.
У кінці 1960-х років повернулася до Канади і там одружилася з режисером Полом Елмондом, згодом знявшись у кількох його картинах. В 1973 році пара розлучилася.
Найвідомішою акторською роботою Женев'єви Б'южо стала роль королеви Анни Болейн в історичному фільмі Чарльза Джерротта «Анна на тисячу днів», за яку вона отримала кілька нагород, а також номінацію на премію «Оскар».
Нині Женев'єв Б'южо живе в Малібу, Каліфорнія. Вона продовжує кар'єру в кіно, віддаючи перевагу ролям у малобюджетних постановках.

## Вибіркова фільмографія
- 1967 — «Злодій» / Le Voleur — Шарлотта
- 1969 — «Анна на тисячу днів» / Anne Of The Thousand Days — Анна Болейн
- 1971 — «Троянські жінки» / The Trojan Women — Кассандра
- 1974 — «Землетрус» / Earthquake — Деніз
- 1975 — «Невиправний» / L'Incorrigible — Марі-Шарлотта Понталек
- 1976 — «Одержимість» / Obsession — Елізабет Куртленд
- 1984 — «Петля» / Tightrope — Беріл Тібодо
- 1988 — «Зв'язані до смерті» / Dead Ringers — Клер Ніво
- 1998 — «Остання ніч» / Last Night — місіс Карлтон